# Jeanette Nilsen
Jeanette Nilsen, född 27 juni 1972 i Skien, är en norsk handbollsmålvakt.
Nilsen var med och tog OS-brons 2000 i Sydney.

## Klubbar
- Skotfoss
- Gulset IF
- Larvik HK
- Gjerpen IF
- Nordstrand IF (1998–2003)
- Horsens HK (2003–2007)
- Stabæk Håndball (2007–2008)
- Njård IL (2008–2009)
- Nordstrand IF (2009–2010)
- Selbu IL (2010–2011)